# Scrophularia hurstii
Scrophularia hurstii är en flenörtsväxtart som beskrevs av George Claridge Druce. Scrophularia hurstii ingår i släktet flenörter, och familjen flenörtsväxter. Inga underarter finns listade i Catalogue of Life.